# أوزفالدو فيراري
أوزفالدو فيراري (بالإيطالية: Osvaldo Ferrari)‏ هو مصارع هاوي إيطالي، ولد في 30 سبتمبر 1942 في جنوة في إيطاليا.

## وصلات خارجية
- أوزفالدو فيراري على موقع قاعدة بيانات المصارعة الدولية (الإنجليزية)
- أوزفالدو فيراري على موقع اللجنة الأولمبية الدولية (الإنجليزية)
- أوزفالدو فيراري على موقع أوليمبيديا (الإنجليزية)